# Ensemble Modern
Ensemble Modern és un conjunt internacional dedicat a interpretar i promocionar la música de compositors moderns. Format el 1980, el grup té la seu a Frankfurt, Alemanya, i està format per una vintena de membres de nombrosos països.

## Història
Ensemble Modern va ser fundat el 1980 per membres de la Junge Deutsche Philharmonie. Des del principi, el conjunt va optar per organitzar-se democràticament. No hi ha cap director artístic ni cap de direcció; en canvi, tots els projectes, produccions i assumptes financers són decidits i recolzats pels músics directament. Actualment, el conjunt combina 19 solistes de diferents procedències: Bèlgica, Bulgària, Alemanya, Grècia, Índia, Israel, Japó, Suïssa i els Estats Units.
Des de 1985, Ensemble Modern té la seu a Frankfurt del Main, Alemanya. Ofereixen una sèrie de subscripció a l'Alte Oper Frankfurt, que acull produccions d'òpera regulars en cooperació amb l'Oper Frankfurt. Des de 1993, l'Opera celebra la sèrie de tallers "Happy New Ears" en què es convida als compositors a presentar i discutir les seves obres. L’àmbit programàtic del conjunt inclou teatre musical, música de cambra, música orquestral, així com projectes de dansa i vídeo. Al llarg dels anys, Ensemble Modern ha tingut col·laboracions significatives amb molts compositors, inclosos John Adams, George Benjamin, Hans Zender, Péter Eötvös, Heiner Goebbels, Friedrich Goldmann, Hans Werner Henze, Mauricio Kagel, Helmut Lachenmann, György Kurtág, György Ligeti, Ryuichi Sakamoto, Karlheinz Stockhausen, Steve Reich i Frank Zappa.
Cada any, Ensemble Modern ofereix aproximadament 100 concerts i una mitjana de 70 obres noves, incloses unes 20 estrenes. El conjunt va ser declarat el 2003 "Leuchtturm" o "far" de la cultura contemporània a Alemanya per la Fundació Cultural Federal Alemanya. Diverses gires han portat el grup a Àfrica, Austràlia, Xina, Índia, Japó, Corea del Sud, Amèrica del Sud, Taiwan, Rússia i els Estats Units. Es representa regularment als principals festivals, incloent, entre d'altres, el Festival de Salzburg, Klangspuren a Schwaz, el Berliner Festspiele, el Festival de Lucerna, el Festival d'Automne à Paris i el Festival Ars Musica de Brussel·les.
El 2003 es va fundar la International Ensemble Modern Academy (IEMA). L'Acadèmia, juntament amb la Universitat de Frankfurt de la Música i les Arts Escèniques (HfMDK), ofereix un màster d'un any a compositors, directors, instrumentistes i enginyers de so. A més, IEMA ofereix beques, classes magistrals i diversos programes de divulgació.

## Membres
Els membres de l'Ensemble Modern són:
- Saar Berger (horn)
- Eva Böcker (cello)
- Jaan Bossier (clarinet)
- Paul Cannon (double bass)
- Uwe Dierksen (trombone)
- David Haller (drums)
- Christian Hommel (oboe)
- Megumi Kasakawa (viola)
- Michael M. Kasper (cello)
- Hermann Kretzschmar (piano)
- Jagdish Mistry (violin)
- Rumi Ogawa (drums)
- Norbert Ommer (sound director)
- Giorgos Panagiotidis (violin)
- Rainer Römer (drums)
- Johannes Schwarz (bassoon)
- Sava Stoianov (trumpet)
- Dietmar Wiesner (flute)
- Ueli Wiget (piano)

El seu actual director general és Christian Fausch.
Entre els membres anteriors hi ha Ingo Metzmacher (piano), Peter Rundel (violí) i Frank Ollu (trompa), actualment destacats directors.

## Discografia
Ensemble Modern està acreditat en més de 100 enregistraments. Alguns exemples destacats són:
- 1989: Anthony Braxton: 2 composicions (conjunt) 1989/1991 (hatART CD 6086)
- 1993: Frank Zappa: El tauró groc (Barking Pumpkin Records 21160572)
- 1993: Mauricio Kagel: Exotica (MusiKado AUL 66099)
- 1993: Conlon Nancarrow: Estudis (RCA / BMG 09026 61180 2)
- 1995: Hans Zender: Schuberts Winterreise (RCA / BMG 09026 68067 2)
- 1996: Mark-Anthony Turnage: Blood on the Floor (DVD) (Arthaus Musik 100 430)
- 1997: John Cage: The Piano Concerts (mode 57)
- 1998: Steve Reich: Música per a 18 músics (RCM / BMG 09026 68672 2)
- 1998: Hanns Eisler: Roaring Eisler (RCA / BMG 74321 56882 2)
- 1999: Charles Ives: quarta simfonia (EM Medien EMCD-001)
- 1999: Kurt Weill, Bertolt Brecht: Die Dreigroschenoper (RCA / BMG 74321 6464 2)
- 2000: George Benjamin: Sudden Time / Three Inventions / Viola, Viola (Nimbus Records NI 5732)
- 2000: Fred Frith: el trànsit continua (hivern i hivern 910 044-2)
- 2001: Ludwig van Beethoven: Sinfonie Nr. 5 (BMC Records BMC CD 063)
- 2001: Emmanuel Nunes: Quodlibet (Montaigne 782055)
- 2002: Heiner Goebbels: Eislermaterial (Registres ECM 1779 461 648-2)
- 2002: Helmut Lachenmann: Schwankungen am Rand (Registres ECM 1798 461949-2)
- 2002: Steve Reich: City Life / New York Counterpoint / Eight Lines / Violin Phase (RCA / BMG 74321 66459 2)
- 2003: Frank Zappa: Greggery Peccary & Other Persuasions (RCA Records 82876 56061 2 RCA Red Seal)
- 2006: Morton Feldman: per a Samuel Beckett (barret HatHutRecords [ara] ART 142)
- 2006: György Kurtág: Obres corals completes (CD 93.174 de Hänssler Klassik)
- 2007: Helmut Lachenmann: NUN (EM Medien EMCD-004)
- 2007: Helmut Lachenmann: Concertini / Kontrakadenz (EM Medien EMSACD-001)
- 2007: Steve Reich: City Life (DVD) (WMG B000O17184)
- 2008: Heiner Goebbels: Schwarz auf Weiß (DVD) (WERGO NZ71)
- 2008: George Benjamin: Into the Little Hill (Nimbus Records NI5828)
- 2009: Alva Noto + Ryuichi Sakamoto: utp_ (DVD) (Raster Noton r-n096)
- 2011: Ensemble Modern - Ernest Bour (EM Medien EMCD-017)
- 2012: Péter Eötvös i Patricia Kopatchinskaja: Bartók / Eötvös / Ligeti (Naïve V 5285)
- 2013: Hans Zender: 33 Veränderungen über 33 Veränderungen (EM Medien EMCD-020)
- 2019: Frederic D'Haene: Music with silent aitake's by Ensemble Modern i Reigakusha gagaku Ensemble (Parma Recordings)

## Premis
- 1985: Premi del ministre d'Afers Exteriors francès amb motiu de l'Any Europeu de la Música
- 1987: Premi de la crítica de "Verband der Komponisten und Musikwissenschaftler der DDR" a la interpretació excel·lent durant la Biennal de Música de Berlín
- 1987: The German Record Critics 'Award, Quarterly Critics' Choice 4/1987: Wolfgang Rihm - "umsungen", Peter Ruzicka - "... der die Gesänge zerschlug" (Dietrich Fischer-Dieskau, baríton; Ernest Bour, director)
- 1987: premi Schneider-Schott Music Mainz[10]
- 1989: Premi Berlín de la Crítica del "Verband deutscher Kritiker" en la categoria de música, lliurament de premis a l'Acadèmia de les Arts
- 1992: "Hessischer Kulturpreis" 1992 de l'estat de Hesse en la categoria "mediació cultural" per a la interpretació de la música moderna
- 1993: The German Record Critics 'Award, Quarterly Critics' Choice 4/1993: György Kurtág - Song Cycles (Ensemble Modern / Peter Eötvös)
- 1993: nominació als Grammy. L'Acadèmia Nacional d'Arts i Ciències de la Gravació nomina el CD "Ives: A Portrait of Charles Ives" de l'Ensemble Modern i Ingo Metzmacher com a millor enregistrament orquestral
- 1994: "Kunstpreis Berlin" - Jubiläumsstiftung 1848/1948
- 1994: Förderpreis Musik, lliurament de premis a l'Acadèmia de les Arts de Berlín
- 1995: Stern der Woche, Abendzeitung, per a la setmana del 19 al 26 de maig de 1995, Ensemble Modern sota la direcció de Peter Eötvös al curs de Dance 95 (Muffathalle, Múnic)
- 1996: 1er "Premi de cultura vinculant"
- 1997: Nominació als Grammy (Acadèmia Nacional d'Arts i Ciències de la Gravació) per a la millor actuació en conjunt petit per: "John Adams: Chamber Symphony / Shaker Loops / Phrygian Gates" (Sian Edwards, director)[11]
- 1997: ECHO: Premi al disc alemany. Conjunt de l'any amb l'enregistrament "Fighting the waves" de George Antheil sota la direcció de HK Gruber
- 1998: premi de la millor producció estrangera de la crítica teatral espanyola 1998 per ›Negre sobre blanc‹ de Heiner Goebbels
- 2000: The German Record Critics 'Award - Quarterly Critics' Choice 1/2000: Threepenny Opera de Kurt Weill dirigida per HK Gruber
- 2000: 3r premi de ›Scala‹ revista a la categoria ›treball vocal creuat‹
- 2004: ECHO Klassik: Premi al disc alemany, en la categoria "millor conjunt / orquestra" i "millor enregistrament de música de cambra" per al CD Ensemble Obres modernes Frank Zappa Greggery Peccary & Other Persuasions
- 2006: guardonat amb l'artista de l'any al Festival de Música de Pequín
- 2007: Guanyador dels llocs emblemàtics al país de les idees, Alemanya, 2007.
- 2009: L'Internationale Ensemble Modern Akademie rep el premi Praetorius Music Prize a la Baixa Saxònia en la categoria "innovació musical"
- 2009: Siemens AG atorga el ›Kulturförderpreis 2009‹ per a "into ...", un projecte d'Ensemble Modern i Siemens Arts Program en col·laboració amb el Goethe-Institut
- 2014: nominació als Grammy (National Academy of Recording Arts & Sciences) al millor solo instrumental clàssic per "Bartók, Eötvös & Ligeti" amb Patricia Kopatchinskaja, violí; Peter Eötvös, director (Ensemble Modern & Frankfurt Radio Symphony Orchestra)